# Winters (Texas)
Winters és una població dels Estats Units a l'estat de Texas. Segons el cens del 2000 tenia 2.880 habitants.

## Demografia
Segons el cens del 2000, Winters tenia 2.880 habitants, 1.082 habitatges, i 750 famílies. La densitat de població era de 494,2 habitants per km².
Dels 1.082 habitatges en un 34,6% hi vivien nens de menys de 18 anys, en un 52,1% hi vivien parelles casades, en un 12% dones solteres, i en un 30,6% no eren unitats familiars. En el 27,7% dels habitatges hi vivien persones soles el 16,8% de les quals corresponia a persones de 65 anys o més que vivien soles. El nombre mitjà de persones vivint en cada habitatge era de 2,62 i el nombre mitjà de persones que vivien en cada família era de 3,21.
Per edats la població es repartia de la següent manera: un 30,3% tenia menys de 18 anys, un 8,2% entre 18 i 24, un 23,2% entre 25 i 44, un 20,7% de 45 a 60 i un 17,7% 65 anys o més.
L'edat mediana era de 35 anys. Per cada 100 dones de 18 o més anys hi havia 81,5 homes.
La renda mediana per habitatge era de 25.587 $ i la renda mediana per família de 30.000 $. Els homes tenien una renda mediana de 27.112 $ mentre que les dones 18.438 $. La renda per capita de la població era d'11.030 $. Aproximadament el 20,6% de les famílies i el 26,7% de la població estaven per davall del llindar de pobresa.

## Poblacions més properes
El següent diagrama mostra les poblacions més properes.